# Lambertstjärnen
Lambertstjärnen är en sjö i Vilhelmina kommun i Lappland och ingår i Ångermanälvens huvudavrinningsområde. Sjön har en area på 0,0414 kvadratkilometer och ligger 612,1 meter över havet. Lambertstjärnen ligger i Gråtanberget Natura 2000-område.

## Delavrinningsområde
Lambertstjärnen ingår i det delavrinningsområde (720774-154161) som SMHI kallar för Inloppet i Gråtansjön. Medelhöjden är 513 meter över havet och ytan är 27,23 kvadratkilometer. Räknas de 3 avrinningsområdena uppströms in blir den ackumulerade arean 58,8 kvadratkilometer. Gråtanån som avvattnar avrinningsområdet har biflödesordning 3, vilket innebär att vattnet flödar genom totalt 3 vattendrag innan det når havet efter 347 kilometer. Avrinningsområdet består mestadels av skog (72 procent) och sankmarker (24 procent). Avrinningsområdet har 0,12 kvadratkilometer vattenytor vilket ger det en sjöprocent på 0,5 procent.